# Anatoli Bukréyev
Anatoli Nikoláyevich Bukréyev (Анатолий Николаевич Букреев, transcrito en los medios anglófonos como Boukreev; Cheliábinsk; 16 de enero de 1957-Annapurna, Nepal; 25 de diciembre de 1997) fue un escalador soviético-kazajo que realizó siete ascensiones a ochomiles sin ayuda de oxígeno suplementario. Tenía el título de Máster de Deportes de Alta Montaña (1991).
Bukréyev, a pesar de su gran nivel, era relativamente desconocido en la comunidad montañera internacional hasta la temporada de escalada de primavera de 1996 en el Everest, donde ocho personas murieron en un solo día en distintas zonas de la montaña. En su libro La Escalada, Bukréyev cuenta su experiencia de ese día. Igualmente, hace referencia a este suceso el libro de Jon Krakauer, Into Thin Air, publicado en España como Mal de altura.

## Sus comienzos
Bukréyev nació el 16 de enero de 1957 en Cheliábinsk, Rusia, en la zona sur de los Montes Urales. De padres humildes, con doce años de edad comienza a escalar en las colinas bajas de los Urales. Siendo estudiante viaja al sur en verano y asciende a la primera los tres chetyrehtysyachniki, picos de alrededor de 4000 m s. n. m. en las montañas de Kazajistán y Kirguistán. Tras completar la escuela superior en 1975, continuó sus estudios en la Universidad de Pedagogía de Cheliábinsk donde se graduó en Física en 1979. En ese mismo año se diploma como entrenador de esquí.
Se muda a Kazajistán para estar más cerca de las grandes cimas, y durante mucho tiempo vivió en un sovjoz. Fue entrenador de esquí hasta 1993, así como entrenador e instructor en el Club de Deportes de Montaña del Ejército. Con el equipo nacional de Kazajistán escala su primer "7000" en el Pamir. En 1987 asciende al Pico Lenin, en la Unión Soviética en un “solo” de alta velocidad, inaugurando una nueva técnica de ascensiones en la URSS.
En 1989, entra en la segunda expedición soviética al Himalaya, que recorrió por primera vez en una travesía las cuatro cimas principales del Kangchenjunga. Recibió la "Orden al valor" de la Unión Soviética. En 1990, recibió una invitación de los Estados Unidos para subir a la cima del monte McKinley, en Alaska (repetiría en 1993). En mayo de 1991, asciende el Dhaulagiri y el Everest, (que ascendería en tres ocasiones más). Se le asignó el título honorífico de “Maestro del Deporte” (мастера спорта CCCP-1991).
Después del colapso de la Unión Soviética, eligió la nacionalidad kazaja. Continuó escalando en el Himalaya y el Karakorum, muy a menudo en solitario. Cuando no era así, lo hacía trabajando como guía y consultor de expediciones internacionales. El 30 de junio de 1995 asciende al Pico Abaya (4010 m) en Zaili Altái, como guía del Pte. Nazarbayev.
Toma parte en las expediciones kazajas al Manaslu y Cho Oyu en 1995 y 1996. Escala en solitario el Lhotse, el Shisha Pangma, el Broad Peak y el Gasherbrum II, siempre sin oxígeno suplementario, y comienza a ser reconocido como uno de los mejores escaladores del mundo. Logró conquistar 11 de los 14 picos existentes de más de 8.000 m (si bien no subió a la cima principal en todos ellos), sumando un total de 18 ascensiones a cimas de este tipo. Batió el récord mundial de escalada de ochomiles en 12 meses al ascender, del 17 de mayo de 1995 al 17 de mayo de 1996 los picos Everest, Dhaulagiri, Manaslu, de nuevo el Everest, y finalmente el Lhotse.

## Everest 1996
Durante la temporada de escalada de 1996, doce personas murieron en el Everest, convirtiendo este año en el más mortífero de su historia. Ocho de ellas, pertenecientes a tres expediciones distintas, murieron el día 10 de mayo debido a una tormenta. En el mes siguiente otras cuatro personas murieron como consecuencia de la lesiones producidas ese día.
Bukréyev era el escalador guía responsable de la expedición "Mountain Madness" dirigida por Scott Fischer. La expedición tenía ocho clientes, cada uno de los cuales había pagado alrededor de 50 000 dólares USD por un intento guiado de ascensión a la cima del Everest. Cinco de ellos eran experimentados escaladores, de ellos cuatro con experiencia en alta montaña.
La ascensión fue demasiado lenta y los clientes llegaron a la cima pasadas las 14.00 (una hora demasiado tardía), Fischer no lo hizo hasta las 15:45. Bukréyev, que escalaba sin oxígeno, volvió rápidamente al campamento IV para reponer fuerzas y coger suministros. Durante el descenso del resto del grupo se desató una fuerte tormenta que enterró en nieve las cuerdas fijas y la huella abierta en la subida. La escasa visibilidad hizo el resto y los escaladores no pudieron encontrar el camino de vuelta hasta que Bukréyev encontró a tres de ellos y los guio hasta el campamento IV. No tuvo fuerzas para salir nuevamente. Scott Fischer, extenuado por la subida, no consiguió volver al campamento base. Al día siguiente, Bukréyev realizó tres salidas en busca de los que no habían regresado, encontró a Fisher congelado a 8350 metros, en el collado Sur, sobre las 19.00.
El periodista estadounidense Jon Krakauer recogió su versión de los hechos acaecidos aquel día en el artículo "Into thin air", publicado en Outside online y después lo ampliaría en un libro homónimo, titulado en español Mal de altura. En él destacaba el gran cúmulo de errores cometidos y acusaba indirectamente a Bukréyev de las cinco muertes acaecidas en su expedición por haber abandonado a sus clientes, debido, según él, a haber escalado sin oxígeno, lo que mermaba su capacidad de ayudarles. Le acusaba, incluso, de no llevar la ropa adecuada para afrontar la cima. Aunque recogía que finalmente rescató a tres de ellos.
El libro levantó gran polémica en el mundo de la escalada. Para defenderse, Bukréyev puso en manos del escritor Gary Weston DeWalt sus diarios de expedición, notas personales y cartas. Éste se encargó de recopilar toda la información posible, incluyendo entrevistas a los supervivientes -Bukréyev y Krakauer incluidos- y reunirla en un libro denominado "La escalada. Trágicas ambiciones sobre el Everest" (1997). Algunos de los hechos narrados en este libro difieren de lo expuesto en el libro de Jon Krakauer y otros escritos por otros tres supervivientes de aquel día. La acusación de Krakauer de no llevar ropa adecuada se desmontó simplemente aportando una foto de Bukréyev en la cima con uno de los clientes experimentados, Martin Adams. En el libro se narra que otro escalador se encontró a Krakauer totalmente exhausto y lo vio a punto de despeñarse en un tramo sin cuerda fija entre el "escalón de Hillary" y la cumbre Sur. Krakauer había omitido este incidente. Además, Krakauer había cometido una serie de errores claros, como confundir a Martin Adams con Andy Harris e informar al campamento base que Harris se encontraba refugiado en uno de los campamentos de altura cuando no era así. Krakauer admitió todo ello y tuvo que rectificar su libro.
El 6 de diciembre de 1997, Bukréyev recibía, junto a Todd Burleson y Pete Athans el premio "Memorial David A. Sowles", concedido por el Club Alpino Estadounidense por su heroísmo y dedicación al rescatar a cuatro escaladores perdidos durante esta expedición. Se trata del premio al valor más alto del Club Alpino, que también han recibido Ed Viesturs y Ed Webster, entre otros.

## Escalada del Annapurna en 1997
En el invierno de 1997, Bukréyev estaba intentando ascender por cara sur del Annapurna I (8.078 m) junto a Simone Moro, un montañero italiano de gran nivel y Dimitri Sobolev, un camarógrafo de Kazajistán, que estaba documentando el intento de ascensión. El 25 de diciembre, alrededor de mediodía, Bukréyev y Moro estaban fijando unas cuerdas en un collado a una altitud de 5.700 m. Repentinamente, una cornisa se soltó de una arista no visible desde la ruta de ascenso. La avalancha golpeó a Moro y lo arrastró 800 m hacia abajo, muy poco por encima del campamento 1 (a 5.200 m). Afortunadamente, Moro quedó cerca de la superficie y se las arregló para desenterrarse. Incapaz de ver o escuchar alguna señal de Bukréyev o Sobólev, bajó al campamento base del Annapurna desde donde fue llevado en helicóptero a Katmandú para ser operado de sus manos en las que presentaba profundos cortes.
Las noticias del siniestro llegaron a Nuevo México, (EE. UU.) el 26 de diciembre, donde se encontraba Linda Wylie, actriz y activista social y novia de Bukréyev, que partió para Nepal el día 28. Se realizaron algunos intentos por llegar al lugar de la avalancha con helicóptero pero el inclemente tiempo de final de diciembre impidió a los equipos de búsqueda llegar al campamento 1. Había esperanzas de que Bukréyev y Sobolev hubieran logrado llegar allí por sus propios medios. El 3 de enero de 1998, el equipo de rescate consiguió llegar al campamento, pero lo encontraron vacío. Linda Wylie hizo pública, entonces, una sombría declaración en Katmandú:
"Éste es el final.... No hay ninguna esperanza de encontrarlo vivo."

## Homenajes
- Linda Wylie erigió un modesto monumento a los pies del Annapurna. En él, una placa recoge una frase con la que podría resumirse su vida:

"Las montañas no son estadios donde satisfago mi ambición de logros, son las catedrales donde practico mi religión. Yo voy a ellas como las personas van a la oración. Desde sus majestuosas cimas veo mi pasado, sueño el futuro y, con una inusual agudeza, experimento el momento presente...mi visión se aclara, mis fuerzas se renuevan. En las montañas yo celebro la creación. En cada viaje (a ellas) nazco de nuevo."

- Desde 1999, en las estribaciones de Alma-Ata se dedica a la memoria de Anatoli Bukréyev el tradicional concurso anual de ascensión rápida en solitario a la cima Amangeldi (3999 m), prueba destinada a seguidores del estilo alpino, tan amado por Bukréyev. En esta prueba ha destacado Denis Urubko.

- También en 1999, Linda Wylie, creó con otros amigos de Bukréyev el "Bukréyev Memorial Fund" que promueve el intercambio de alpinistas jóvenes entre Kazajistán y Estados Unidos. En 2000, el Fondo patrocinó la expedición Bukréyev kazajo-americana al Himalaya hasta el Shisha Pangma (8008 m), en la que comenzó la brillante carrera de Maksut Zhumayev.

- Linda Wyllie ha publicado el libro "Sobre las nubes”, (2001), compilado a partir de los diarios (1989-97), revistas de montaña y fotografías de Bukréyev. El libro fue premiado en el Festival del Libro de Montaña en Canadá (2002).

- En 2002, los kazajos A. Severnyuk y B. Tyulkin editaron las grabaciones que llegó a hacer Sobolev en 40 minutos de documental llamado “Montaña inviolada” (Непокоренная вершина)

## Logros principales
Los logros más importantes de Bukréyev son:
- 1987
  - Pico Lenin (7.137 m)

- 1989
  - 15 de abril Kanchenjunga (8.556 m) - nueva vía
  - 30 de abril Kanchenjunga - primera travesía de los 4 picos del macizo.

- 1990
  - Abril Monte McKinley - Vía de Cassin Ridge
  - Mayo Monte McKinley - Ruta de la arista oeste

- 1991
  - 10 de mayo Dhaulagiri - Nueva vía en la pared oeste
  - 7 de octubre Monte Everest - Vía del Collado Sur

- 1993
  - 14 de mayo Monte McKinley (6.193 m)
  - 30 de julio K2 (8.611 m)

- 1994
  - 29 de abril Makalu II (8.460 m)
  - 15 de mayo Makalu (8.476 m)

- 1995
  - 17 de mayo Monte Everest - Via del Collado Norte
  - 30 de junio Peak Abai (4.010 m) – guía para el Presidente de Kazajistán
  - 8 de octubre Dhaulagiri (8.176 m) - récord de ascensión rápida (17h 15m)
  - 8 de diciembre Manaslu (8.156 m)

- 1996
  - 10 de mayo Monte Everest - Vía del Collado Sur
  - 17 de mayo Lhotse - ascensión en solitario, récord de ascensión rápida
  - 25 de septiembre Cho Oyu (8.201 m)
  - 9 de octubre Cima norte del Shishapangma (8.008 m) - en solitario

- 1997 
  - 23 de abril Monte Everest (8.850 m)
  - 23 de mayo Lhotse (8.501 m)
  - 7 de julio Broad Peak (8.047 m) - ascensión solo
  - 14 de julio Gasherbrum II (8.035 m) - ascensión solo

## Obra
- Der Gipfel. Tragödie am Mount Everest. Taschenbuch, 300 p. 1998, Heyne München, ISBN 3-453-15052-X

- Über den Wolken. Aus den Tagebüchern eines Extrem-Bergsteigers. Broschiert, 288 p. 2003, Heyne München, ISBN 3-453-86126-4